# Dumbbell Nan-Kilo Moteru?
Dumbbell Nan-Kilo Moteru? (ダンベル何キロ持てる?  Danberu Nan-Kiro Moteru? ?), también conocida como How Heavy Are the Dumbbells You Lift? en inglés, es una serie de manga japonesa escrita por Yabako Sandrovich e ilustrada por MAAM. Se ha serializado a través del sitio web Ura Sunday de Shogakukan y la aplicación MangaONE desde agosto de 2016 y se ha recopilado en diecinueve volúmenes de tankōbon hasta septiembre de 2023. El manga tiene licencia en Norteamérica de Seven Seas Entertainment. Una adaptación de la serie de televisión de anime de doce episodios de Doga Kobo se emitió de julio a septiembre de 2019.

## Sinopsis
Hibiki Sakura es una chica de segundo año de secundaria que tiene un apetito voraz; este hábito la lleva a ganar peso. Una vez que se entera de esto, piensa de mala gana en unirse al Silverman Gym. En el gimnasio, Hibiki descubre que Akemi Soryuin, un compañero de escuela suyo, también está pensando en unirse. Al conocer a Naruzo Machio, uno de los entrenadores, se enamora perdidamente de él y se apunta al gimnasio. Motivada, Hibiki promete perder peso.

## Personajes
Hibiki Sakura (紗倉 ひびき Sakura Hibiki?)
 Seiyū: Fairouz Ai
Una chica de segundo año de secundaria que se une al Gimnasio Silverman para adelgazar. Desafortunadamente, debido a la falta de ejercicio regular y sus terribles hábitos alimenticios, tiende a cansarse fácilmente y cualquier progreso que logre se deshace rápidamente. Sin embargo, a medida que avanza la serie, su condición mejora lentamente y se revela que tiene un talento oculto para los deportes de combate. También tiene un hermano que dirige un restaurante de yakiniku donde a veces ayuda.
Akemi Soryuin (奏流院 朱美 Sōryūin Akemi?)
 Seiyū: Sora Amamiya
Una chica de segundo año de secundaria que es la presidenta del consejo estudiantil en la misma escuela a la que asiste Hibiki. Es popular por ser una chica hermosa que se destaca en los deportes y en lo académico, además de provenir de una familia rica. Tiene un fetiche por los músculos y se une al Gimnasio Silverman principalmente para satisfacer estos deseos, y a menudo expresa su deseo de que Hibiki y otros se vuelvan machos. A diferencia de Hibiki, ella está en mucho mejor condición física. Akemi es hermana menor de Shion Soryuin, personaje del manga Kengan Ashura.
Ayaka Uehara (上原 彩也香 Uehara Ayaka?)
 Seiyū: Shizuka Ishigami
Ayaka es una chica de segundo año de secundaria que es la mejor amiga de Hibiki. Es una aficionada a la que le gusta ver películas con Hibiki. Tanto ella como su hermana son hijas de un famoso ex boxeador profesional que fundó su propio gimnasio llamado Glory Gym. Debido a que su padre les enseñó a ambas a boxear desde que eran más jóvenes, ella está en excelentes condiciones físicas y es una boxeadora capaz que entrena para su gimnasio. Su entrenamiento es tal que puede hacer boxeo de sombra a la perfección e incluso realizar la infame "Dragon Flag", conocida por sus dificultades extremas.
Gina Boyd (ジーナ・ボイド Jīna Boido?)
 Seiyū: Nao Tōyama
Miembro de la sucursal de Moscú del Gimnasio Silverman. Después de perder contra Hibiki en pulseada, se declara su rival y se muda a Japón, incluso se transfiere a la escuela de Hibiki y se queda en su casa sin permiso. Si bien no le gusta el entrenamiento de fuerza, practica sambo y logra mantenerse en forma de esa manera. Intenta mantener una imagen de un estereotipo ruso típico, pero en realidad es solo una otaku. Fue la primera persona en descubrir la vida secreta de cosplayer de Satomi. Al igual que Akemi, está directamente relacionada con un personaje de Kengan Ashura; es decir, es la sobrina del personaje secundario Ivan Karaev.
Satomi Tachibana (立花 里美 Tachibana Satomi?)
 Seiyū: Yui Horie
Satomi es la profesora de historia en la Academia de Mujeres Koyo. Es una cosplayer famosa en secreto que usa el alias Yuria Riko. Al unirse al Gimnasio Silverman, al igual que Hibiki, también se enamora de Machio. Gina fue la primera en descubrir la vida secreta de cosplayer de Satomi, ya que es fan de Yuria Riko.
Naruzo Machio (街雄 鳴造 Machio Naruzō?)
 Seiyū: Kaito Ishikawa
Un entrenador del Gimnasio Silverman que entrena regularmente a Hibiki y Akemi. Hibiki se enamora de él a primera vista, lo que se convierte en su principal motivación para unirse al gimnasio. Es un profesional dedicado, bondadoso y educado que siempre ayuda y apoya sinceramente a Hibiki. Aunque contradice su comportamiento encantador y su atractivo perfil, Machio es engañosamente musculoso. Si bien Machio no se ve diferente a un joven normal con la ropa puesta, tiene un físico tan grande y bien definido que una vez que flexiona sus músculos, revela una masa muscular tan grande que literalmente rasga su ropa, lo que contrasta con su cara de bebé. Se revela que fue compañero de clase del hermano de Hibiki y la hermana de Ayaka, y discípulo de Harnold Dogegenchonegger.

## Contenido de la obra

### Manga
El manga está escrito por Yabako Sandrovich e ilustrado por MAAM. La serie está ambientada en el mismo universo que el otro trabajo de Sandrovich, Kengan Ashura. Comenzó a serializarse en el sitio web Ura Sunday de Shogakukan y en la aplicación MangaONE el 5 de agosto de 2016. Shogakukan ha compilado sus capítulos en volúmenes tankōbon individuales. El primer volumen se publicó el 19 de diciembre de 2016. Al 19 de septiembre de 2023 se han publicado veinte volúmenes

### Anime
El 15 de enero de 2019 se anunció una adaptación de la serie de televisión de anime. La serie fue producida por Doga Kobo y dirigida por Mitsue Yamazaki, con Fumihiko Shimo a cargo de la composición de la serie, Ai Kikuchi diseñando los personajes y Yukari Hashimoto componiendo la música. Se emitió del 3 de julio al 18 de septiembre de 2019 en AT-X, Tokyo MX, KBS, SUN y otros canales. Tuvo 12 episodios. El tema de apertura es "Onegai Muscle" interpretado por Hibiki Sakura (Fairouz Ai) y Naruzo Machio (Kaito Ishikawa), mientras que el tema de cierre es "Macho A Name?" interpretado por Machio (Ishikawa). Funimation obtuvo la licencia de la serie fuera de Asia. Tras la adquisición de Crunchyroll por parte de Sony, la serie se trasladó a Crunchyroll obteniendo la licencia de la serie fuera de Asia.